# 병곡초등학교 (경북)
병곡초등학교는 대한민국 경상북도 영덕군 병곡면 병곡리에 있는 공립 초등학교이다.

## 학교 연혁
- 1928년 10월 15일 병곡공립보통학교 개교(설립인가 8월 27일)
- 1938년 4월 1일 병곡공립심상소학교로 개칭
- 1941년 4월 1일 병곡공립국민학교로 개칭
- 1981년 1월 19일 병설유치원 1학급 인가
- 1996년 3월 1일 병곡초등학교로 개칭
- 1999년 3월 1일 금곡초등학교 통폐합
- 2018년 3월 1일 제31대 정도기 부임
- 2018년 2월 9일 제88회 졸업식(졸업생 누계 5,029명)
- 2018년 3월 1일 학급 편성(초등 5학급, 유치원 1학급)

## 참고 자료
- 병곡초등학교 - 한국교육학술정보원 학교알리미